# کنشگر (دستور زبان)
یک کنشگر دستوری (به انگلیسی: Agent) در زبان‌شناسی یک «رابطه معنایی» برای «علت» یا «راه‌انداز» یک رویداد (واقعه) می‌باشد. کنشگر یک مفهوم معنایی است، و جدای از نهاد و فاعل یک جمله است. درحالیکه نهاد از طریق قواعد نحوی (بیشتر از طریق ترتیب واژه‌ها) تعیین می گردد، یک کنشگر از طریق رابطه‌اش با عمل بیان شده توسط فعل تعیین می‌گردد.
برای مثال در جمله «دخترک توسط سگ گاز گرفته شد»، «دختر» نهاد جمله است، اما «سگ» کنشگر است.
واژه‌ی «کنشگر» به انگلیسی «agent» است و وجه وصفی حال حاضر agens یا agentis (کسی که انجام می‌دهد) برای فعل لاتین agere به معنی «انجام دادن» یا «ساختن» است.